# Polystachya woosnamii
Polystachya woosnamii là một loài thực vật có hoa trong họ Lan. Loài này được Rendle miêu tả khoa học đầu tiên năm 1908.